# Lützen (sällskapsspel)
Lützen är ett svenskproducerat brädspel (krigsspel) utgivet 1983 av Target Games/Äventyrsspel och designat av Anders Fager och Johan Arve.
Spelet skildrar slaget vid Lützen på brigadnivå. Det använder sig av ett differentialsystem för att generera stridsresultat.